# Barāzī
Barāzī (persiska: بَرازی, برازی) är en ort i Iran.   Den ligger i provinsen Västazarbaijan, i den nordvästra delen av landet, 700 km väster om huvudstaden Teheran. Barāzī ligger 1 851 meter över havet och antalet invånare är 232.
Terrängen runt Barāzī är huvudsakligen kuperad. Barāzī ligger nere i en dal. Runt Barāzī är det ganska tätbefolkat, med 155 invånare per kvadratkilometer. Närmaste större samhälle är Sotūnrash, 10,0 km nordväst om Barāzī. Trakten runt Barāzī består i huvudsak av gräsmarker.